# Pell James
Pell James, född den 30 april 1977 i Virginia, är en amerikansk skådespelerska. Hon har bland annat medverkat i filmerna Broken Flowers från 2005 och Zodiac från 2007.  

## Filmografi
- 2005 – Broken Flowers
- 2005 – The King
- 2005 – Undiscovered
- 2005 – Deadly End
- 2008 – Fanboys
- 2008 – Surveillance
- 2009 – Against the Current
- 2009 – Shrink - Fallet Dr Carter
- 2011 – Brawler
- 2011 – The Lincoln Lawyer

## Fotnoter
1. ↑  filmportal.de, Filmportal-ID: 9195743ecf11402dbb62e4a608f8d966, läst: 9 oktober 2017.[källa från Wikidata]
2. ↑  Gemeinsame Normdatei, läst: 15 december 2014.[källa från Wikidata]
3. ↑  Deutsche Synchronkartei, Deutsche Synchronkartei skådespelar-ID: 13888, läst: 4 april 2022.[källa från Wikidata]